# Palais épiscopal d'Alès
Le palais épiscopal d'Alès est un ancien palais épiscopal situé à Alès, en France.

## Localisation
L'édifice est situé dans le département français du Gard, sur la commune d'Alès.

## Description
L'ensemble de l’archevêché se tenant autour une cour d'honneur, comptant un bâtiment principal, au nord, de deux ailes en retour au sud, prolongées par des dépendances et des pavillons, et une ancienne entrée de la cour d'honneur. Cette dernière a été détruite, par l'élargissement de l'avenue d'accès. Les dépendances adjacentes ont fait place à des maisons modernes, qui ont réduit sur l'alignement primitif.

## Historique
Le diocèse d'Alès est créé le 17 mai 1694, par une bulle papale d'Innocent XII. Sept évêques se sont succédé à la tête de ce diocèse, avant sa suppression à la Révolution française, et rattaché au diocèse d'Avignon. En 1821, le diocèse de Nîmes, supprimé à la même période que celui d'Alès et d'Uzès, est recréé, et récupère la gestion de ses deux anciens voisins.
Les deux premiers évêques, François Chevalier de Saulx et Jean-François-Gabriel de Hénin-Liétard, logeaient rue Lafare, dans une maison louée par le diocèse. C'est le troisième évêque, Charles de Bannes d'Avéjan, qui ordonna la construction du palais épiscopal. Il attribue les travaux, le 16 septembre 1724, à l'architecte Guillaume Rollin, pour un montant de 81 000 livres. Il put emménager dans une partie du bâtiment habitable, dès juin 1728. Les travaux se sont terminé le 8 avril 1741. Le bâtiment couta, au total, près de 130 000 livres au diocèse. L'évêque d'Avéjan, de son côté, a dépensé près de 40 000 livres pour sa décoration.
La Révolution française supprimant le diocèse d'Alès, le palais épiscopal change de propriétaire et d'usage. De bâtiment administratif et pénitentiaire, en l'an II, il devient siège du Comité Révolutionnaire en l'an III. L'ensemble est finalement vendu au titre des biens nationaux, en plusieurs lots : le 27 février 1792, le jardin potager, et le pavillon du jardinier est vendu à Jean-Jacques Sugier fils, vice-président du Directoire du district d’Alès, pour une superficie de 830 toises carrées ; le 19 messidor an IV (1796), deux négociants nîmois, Adam Edouard et Charles Michel fils s'associent avec Jean - Edouard Serres, vérificateur de la Régie Nationale, pour l'achat de l’archevêché, ses dépendances, cours et jardins, et l'orangerie, d'une superficie de près de 2 500 toises carrées ; la maison appelée « l’évêché d’Alès » est acheté le 17 pluviôse an VI (1798) par le Nîmois Jean-Louis Bonnaud.
Les jardins ont connus plusieurs modifications, notamment en 1868, ou la Caisse d’Épargne en fait partiellement l'acquisition pour la construction de sa caisse locale. 
La Chambre de commerces et d'industrie d'Alès, créée en 1909, décide l'acquisition de l'intégralité des bâtiments de l'ancien archevêché en 1936, pour agrandir ses locaux. L'opération couterait 410 000 francs. Le changement de propriétaires se fait le 7 février 1937. À la suite de nouveaux besoins d’agrandissement, dans les années 1970, la CCI d'Alès déménage dans une nouveau bâtiment, et l'ancien archevêché est revendu à la Caisse d’Épargne, que entreprend des travaux d’aménagement.
L'édifice est classé au titre des monuments historiques en 1964.